# Bono Bocade (Tucumán)
Los Bocade (Bonos de Cancelación de Deudas) fueron bonos de circulación forzosa emitidos entre 1985 y 2003 por la Provincia de Tucumán. Fueron creados en 1985 por el gobierno de Pedro Fernando Riera gracias a la escasez de dinero y crédito generada por la crisis económica y la deuda provincial. Este bono tenía una tasa de interés del 0%. 
La primera emisión de los bonos se realizó en Australes, emitiendo valores de 10 y 50 centavos, 1, 5, 10, 50, 100, 500, 5000, 10000 y hasta 50000 australes. Esta duró entre 1985 y 1991, cuando la moneda nacional fue reemplazada por el peso convertible. Entre 1993 y 2003 se desarrolló una nueva emisión de la cuasimoneda en valores de 1, 2, 5 y 10 pesos. En total, se realizaron 30 emisiones desde 1987, sirviendo para pagar deudas, sueldos de la administración pública y proveedores estatales. 
En 2003, en marco del Plan de Unificación Monetaria nacional, los bonos salieron de circulación el 30 de julio del mismo año. Se retiraron ARS 169 000 000 en cuasimonedas, las cuales fueron destruidas el 7 de enero de 2004 en el Banco de Tucumán. Aquellos quienes no canjearon los bonos recibieron un título público que se pagaría en 2006 por el gobierno provincial. 